# San Bartolomé (Moratalla)
San Bartolomé es una pedanía murciana integrada en el municipio de Moratalla (Murcia) España. Situada en una depresión fría en la que no es inhabitual la nieve y próxima a Nerpio. Según el censo de 2005 (enlace roto disponible en Internet Archive; véase el historial, la primera versión y la última). cuenta con un total de 637 habitantes. Los principales núcleos de población son El Sabinar (420 h.) y Calar de la Santa (170 h.), siendo otros núcleos importantes Los Cantos, Arroyo Tercero, Las Nogueras y Casa del Prado.
No debe confundirse con el barrio murciano de San Bartolomé.
- Datos: Q5400546